# Eduardo Bottinelli
Eduardo Pascual Bottinelli Buenaventura (Paysandú, 18 de setiembre de 1902 - Montevideo, 27 de mayo de 1978), médico y político uruguayo perteneciente al partido Nacional.
Su hijo Óscar Bottinelli fue secretario político de Líber Seregni y actualmente es politólogo y columnista.
Su hija Paola Bottinelli es Abogada y Escribana Pública.

## Biografía
Nacido en Paysandú en una familia de inmigrantes italianos, en su juventud se traslada a Montevideo para estudiar medicina. Se gradúa en la Universidad de la República como médico cirujano el 6 de abril de 1929. Poco después se estableció en la ciudad de Dolores, departamento de Soriano, donde desarrolló la mayor parte de su actividad, no sólo en dicha localidad, sino también en el medio rural. A él se debe la creación del hospital local y del liceo nocturno.
Militante desde su juventud en el Partido Blanco, funda un club del Partido Nacional Independiente, recibiendo la incorporación de militantes del Radicalismo Blanco. En 1946 accede a un escaño como diputado por el departamento de Soriano, siendo reelecto en 1950 y 1954. Tuvo un papel protagónico en las conversaciones con Francisco Rodríguez Camusso y otros políticos blancos que condujeron a la unificación del Partido Nacional. En 1958, con el Partido Nacional finalmente unificado, es electo senador por la Unión Blanca Democrática. Tuvo participación en la redacción y aprobación de la Ley Azucarera y de la Ley de Arrendamientos Rurales de 1954. También participó en la Comisión Investigadora de Ilícitos Aduaneros.